# كليف ميخائيل
كليف ميخائيل هو سياسي كندي، ولد في 5 أكتوبر 1933 في كندا. حزبياً، نشط في British Columbia Social Credit Party ‏.